# Steen Maltesen Sehested
Steen Maltesen Sehested til Holmgaard (født 11. januar 1553 på Gudum Kloster, død 22. august 1611 på Kalmar Slot) var dansk rigsmarsk.

## Liv og gerning
Han blev født 11. (eller 12.) januar på Gudum Kloster, som hans far, Malte Jensen Sehested, havde i forlening. 

### I krigstjeneste i Nederlandene
Da han var omkring 15 år, blev han sendt til udlandet for at blive uddannet hos tyske adelsmænd . Han gik herefter (omkring 1572) i nederlandsk krigstjeneste og forblev her i 14 år og avancerede fra knægt til oberstløjtnant, indtil han i 1586 faldt i spansk fangenskab. Da han imidlertid straks efter blev kaldt hjem af Frederik 2., var spanierne så venlige at give ham friheden. Ved sin hjemkomst blev han i 1586 udnævnt til hofmarskal og tillige oberst med forpligtelse til at hverve et regiment, når det ønskedes.

### Ægteskab og lensmand
Den 8. oktober 1592 holdt han bryllup med Anne Henriksdatter Brahe (1576-1635), datter af Henrik Brahe på Vidskøfte, en forbindelse med en af de store slægter, der blev betydningsfuld for hans fremtidige karriere. Allerede efter 4 år opgav han stillingen som hofmarskal og blev lensmand, først på Kronborg (1590-95), dernæst på Båhus (nu Bohus) (1595), over Heinekirke (1606), på Varberg (1608) og Vestervig (1610); desuden var han fra 1606 til sin død forlenet med Froste Herred.
Som erfaren krigsmand blev han 1589 medlem af en kommission, der skulle undersøge Akershus' fæstningsværker, og som befalingsmand på Båhus fik han til opgave at forøge fæstningens forsvarsevne, en opgave han skal have løst med dygtighed. Da Christian 4. i 1606 besøgte sin svoger i England, skal Sehested have forestået Norges styrelse, og i 1607 blev han optaget i rigsrådet, hvorpå han få dage efter fulgte kongen til herredagen i Stavanger.

### Tjeneste under Kalmarkrigen
I 1610 blev han rigsmarsk, hvor han allerede året efter blev involveret i Kalmarkrigen. Vesthæren, som i løbet af foråret samledes i Halland, blev stillet under hans ledelse, og i juni rykkede han med omkring 7.000 mand mod Elfsborg; men næppe var han nået frem, før en ordre fra kongen bød ham at ile denne til hjælp i Kalmar.
Da han ankom til Kalmar, var byen i de danskes besiddelse, mens slottet blev holdt belejret af dem, indtil det overgav sig 3. august. Erobringen af Øland de følgende dage førte ham over til øen, men næppe var han kommet tilbage til lejren, før han blev syg. Han flyttedes op på Kalmar Slot, og her døde han natten mellem 22. og 23. august.
Foruden fædrenegården Holmgaard i Skodborg Herred ejede han i Skåne Løberød, som han fik ved sit ægteskab, og Hviderup, som han købte i 1604. På begge de sidstnævnte gårde opførte hans barnløse enke nye hovedbygninger. Et epitafium for ham fra 1620 med slægtstavle findes i Gårdstånge Kirke.